# Honda VFR 400 R
Die VFR 400 R war das erste Supersport-Motorrad des Herstellers Honda, das von 1986 bis 1993 produziert wurde und in der 400-cm³-Klasse über stirnradgetriebene Nockenwellen in dem V4-Motor verfügte. Produziert wurde die erste Baureihe auch in einer unverkleideten „K“-Version und auch in einer Polizei- bzw. „P“-Version.

## Modellgeschichte

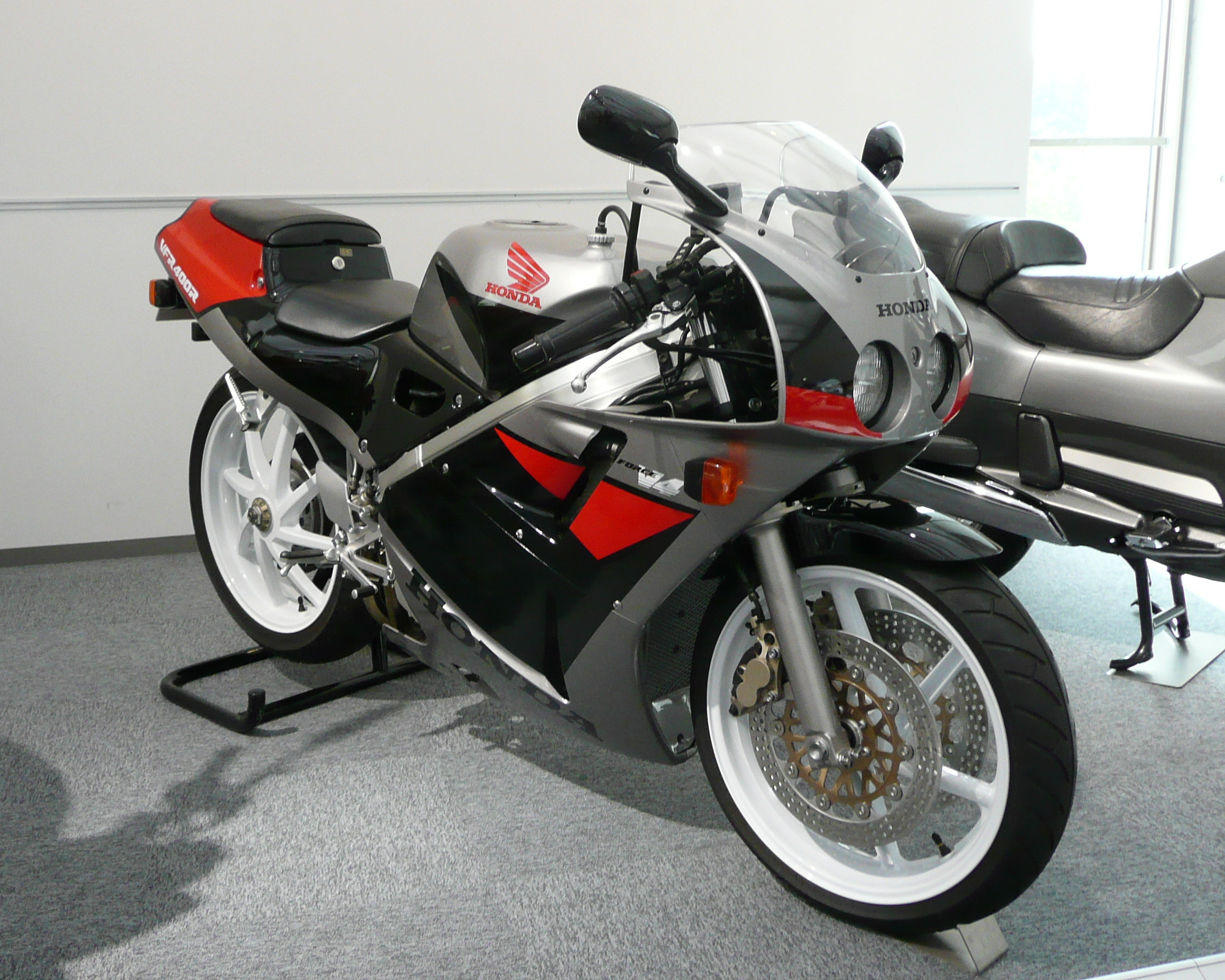
Honda VFR400R NC30 1989

NC21: Die erste Baureihe war 1986 das kleine Schwestermodell der Honda VFR 750 F. Sie hat ein 16-Zoll-Vorderrad, ein 18-Zoll-Rad hinten, einen Rahmen aus Aluminium-Rechteckrohren, eine Aluminium-Profilschwinge hinten mit Zentralfederbein und eine hydraulisch betätigte Kupplung. Die 41-mm-Vorderradgabel ist mit dem Honda TRAC-Anti-Dive-System ausgestattet, um ein Eintauchen der Gabel beim Bremsen zu verhindern. Die gegossenen Räder haben drei Speichen und sind weiß lackiert. Der schwarze Auspuff war rechts halbhoch verlegt.
NC24: Das Nachfolgemodell „NC24“  ab 1987 unterschied sich von der NC21 durch die neue Einarmschwinge am Hinterrad, die Kupplung wurde jetzt per Bowdenzug betätigt und es gab kleinere Änderungen am Motor. Die Räder hatten nun acht Speichen und der silberfarbene Auspuff war rechts oben verlegt.
NC30: Ab 1989 stellte Honda eine überarbeitete Version „NC30“ vor, die sich wegen der äußeren Ähnlichkeit zur Honda VFR 750 R (RC30) noch großer Beliebtheit erfreut. Sie hatte in Deutschland 45 kW (61,5 PS) bei 12.000 min−1 und  39 Nm bei 10,000 min−1. Der silberfarbene Auspuff war nach links oben verlegt, um auch den Radausbau rechts zu verbessern.

## Technik

### Motor
Der wassergekühlte 399 cm³ große 90-Grad-V-Vierzylindermotor hatte vier obenliegenden Nockenwellen, die über zwei mittig angeordnete Zahnradkaskaden mit jeweils vier Zahnrädern angetrieben wurden. Die Ventile öffnen über Schlepphebel. Die Gemischbildung erfolgte über 4 Keihin-Gleichdruckvergaser.

### Fahrwerk
Der Brückenrahmen bestand aus Aluminium-Strangpressprofilen bei dem Lenkkopf- und Schwingenaufnahme in Druckguss ausgeführt waren. Das Vorderrad war an einer 43 mm starken Telegabel aufgehängt. Das Hinterrad wurde aufwändig mit einer Einarmschwinge aus Aluminiumguss geführt. Gabel und Federbein waren von Showa und voll einstellbar.

## Vergleichbare Modelle
Die Honda stand zu ihrer Zeit in der 400er-Klasse in Konkurrenz zur Kawasaki ZXR 400, Yamaha FZR 400 sowie Suzuki GSX-R 400. Hausintern gab es von Honda auch einen Supersportler mit 4-Zylinder-Reihenmotor, die Honda CBR 400.